# Not Quite Human
Not Quite Human (br:Adorável Andróide) é um filme estadunidense, do ano de 1987, dos gêneros ficção científica e comédia, dirigido por Steven Hilliard Stern. O filme é baseado no livro de Seth McEvoy de mesmo nome.

## Enredo
Um cientista constrói um robô em forma humana tão convincente que consegue sua matrícula em uma escola onde sua filha também estuda. Na escola, Chip o robô humanóide, terá que enfrentar os mesmos desafios de qualquer estudante novato que, é eleito o alvo das brincadeiras dos valentões da escola.  

## Elenco
| Nome              | Personagem          |
| ----------------- | ------------------- |
| Jay Underwood     | Chip Carson         |
| Alan Thicke       | Dr. Jonas Carson    |
| Robyn Lively      | Becky Carson        |
| Joseph Bologna    | Gordon Vogel        |
| Robert Harper     | J.J. Derks          |
| Kristy Swanson    | Eron Jeffries       |
| Lili Haydn        | Jenny Beckerman     |
| Brandon Douglas   | Scott Barnes        |
| Carey Scott       | Paul Fairgate       |
| Brian Cole        | Jake Blocker        |
| Sasha Mitchell    | Bryan Skelly        |
| Judy Starr        | Dr. Sondra Stahl    |
| Greg Monaghan     | Técnico Duckworth   |
| Marcia Darroch    | Senhorita Buzzi     |
| Lonny Price       | Sr. Sturges         |
| Gene Blakely      | Sr. Gutman          |
| Bob G. Anthony    | Sr. Hurley          |
| Billie Shepard    | Secretária de Vogel |
| Aaron Peterman    | Bartlett            |
| Pat Willoughby    | Greta Stagget       |
| Lee Hollingsworth | Amigo de Bully      |

## Outros nomes do filme
| Nome                          | País(es)           |
| ----------------------------- | ------------------ |
| Enas shedon teleios anthropos | Grécia             |
| Nästan mänsklig               | Suécia             |
| Roboto, die Menschmaschine    | Alemanha Ocidental |
| Un robot en la familia        | Espanha            |